# Erik VII van Zweden
Erik VII (ook bekend als Erik Stenkilsson) was van 1066 tot 1067 koning van Zweden (in het bijzonder in Västergötland). Hij zou de oudste zoon van Stenkil Ragnvald zijn geweest en een broer van Halsten en Inge (I).
Na de dood van zijn vader geraakten Erik VII (als troon-kandidaat van de Västergöten) en Erik Hedningen (de heiden) (als Erik VIII, koning van Zweden van 1066 tot 1067 en de troon-kandidaat van de Asatroendes) in oorlog met elkaar om de Zweedse troon. Ze lieten beiden het leven in deze oorlog. Hierna zou tot 1088 een voortdurende strijd geleverd worden om de Zweedse troon tussen diverse troonkandidaten.

Erik VI · Olaf II · Anund Jacob · Emund · Stenkil · Erik VII · Erik VIII · Halsten · Haakon · Inge I · Sven · Erik Årsäll · Filips · Inge II · Ragnvald · Magnus · Sverker I · Erik IX · Karel VII · Knoet I · Sverker II · Erik X · Johan I · Erik XI · Knoet II · Waldemar I · Magnus I · Birger I · Magnus II · Albrecht · Margaretha · Erik XIII · Christoffel · Karel VIII · Christiaan I · Johan II · Christiaan II · Gustaaf I · Erik XIV · Johan III · Sigismund · Karel IX · Gustaaf II Adolf · Christina · Karel X Gustaaf · Karel XI · Karel XII · Ulrike Eleonora · Frederik · Adolf Frederik · Gustaaf III · Gustaaf IV Adolf · Karel XIII · Karel XIV Johan · Oscar I · Karel XV · Oscar II · Gustaaf V · Gustaaf VI Adolf · Carl Gustaf XVI